# Adelfer de Amalfi
Adelfer sau Adelferio a fost pentru scurtă vreme uzurpator al ducatului de Amalfi, de la 984 la 986, pe când ducele titular, fratele său Manso I se afla la Salerno. 
Manso a revenit la Amalfi în 986 și l-a silit pe Adelfer și pe soția acestuia, Drosa să caute refugiu la Napoli. 